# 何少存
何少存（1942年4月—），男，汉族，河北省元氏县人，中华人民共和国政治人物，曾任河北省人民政府副省长，河北省人大常委会副主任。